# Gayuelos
Gayuelos (en asturiano: Los Gachuelos) es una casería española, hoy día despoblada, de la parroquia de San Martín de Luiña, perteneciente al municipio de Cudillero, en la comunidad autónoma de Asturias.

## Toponimia
El lugar puede encontrarse referido como Gayuelos, Los Gayuelos y Los Gachuelos.

## Historia
Hacia mediados del siglo XIX, el lugar, ya por entonces perteneciente a la parroquia de San Martín de Luiña del municipio de Cudillero, tenía contabilizada una población de 31 habitantes. Aparece descrito en el octavo volumen del Diccionario geográfico-estadístico-histórico de España y sus posesiones de Ultramar de Pascual Madoz con las siguientes palabras:

GAYUELOS (los): braña en la prov. de Oviedo, ayunt. de Cudillero y felig. de San Martin de Luiña. sit. en una loma al O. del monte Pascual. El terreno es flojo y poco fértil. prod.: escanda, maiz, patatas y yerbas de pasto. pobl.: 7 vec., 31 alm.
(Madoz, 1847, p. 340)

En 2023, la entidad singular de población de Gayuelos tenía empadronados 0 habitantes.